# 番薯仔
番薯仔是一句臺灣話詞彙，指的是「小番薯」。而許多臺灣人會用「番薯仔」來自稱。 番薯生命力旺盛，是早期橫渡黑水溝移民來台灣的漢人賴以為生的重要作物之一，因為番薯在貧瘠的環境也能成長且形狀也酷似台灣島的形狀，而番薯強韌的生命力也象徵著台灣人不屈不撓的精神。
陳第所著之《東番記》，是第一份記載番薯出現在台灣的文獻。
台灣人自稱為番薯仔可追溯自台灣的日治時代，有些到中國大陸的台灣人會自稱「番薯仔」。然而台灣人大規模自稱為番薯，始於1949年國民政府遷台之後。，而台灣兵則反稱這些班長、排長等高層為「芋仔」。
【母親的名叫台灣】歌詞中提到：「兩千萬粒的蕃薯子，未凍（不被允許）叫出母親的名，親像啞巴壓死子（就像有苦說不出，因為他是啞巴無法說出心中有多苦的），乎人心凝捶心肝（令人心情沉重且懊惱不已），兩千萬粒的蕃薯仔子，嘸通惦惦嘸出聲（不要安靜地不敢出聲），勇敢叫出母親的名，(台灣哪) 台灣哪 (台灣哪) 台灣哪（台灣呀！），你是母親的名 」。

## 來源
1. 1 2 3 4  . twblg.dict.edu.tw.   [2019-04-04]. （原始内容存档于2019-06-09） （中文）.
2. ↑  余家瑩 中山醫學大學營養系／中華民國專技高考合格營養師. . 科技大觀園. 2018-07-19  [2019-04-04]. （原始内容存档于2020-10-30） （中文）.
3. ↑  蔡佳珊, 上下游記者. . 上下游News&Market. 2018-02-07  [2019-04-04]. （原始内容存档于2021-12-19） （中文）.